# À vos amours
 (janvier 2018).
À vos amours est le titre du second album d'Adrienne Pauly sorti en 2018.

## Liste des titres
| No  | Titre                     | Durée |
| --- | ------------------------- | ----- |
| 1.  | Tout l'monde s'éclate     |       |
| 2.  | J'veux tout j'veux rien   |       |
| 3.  | L'Excusemoihiste          |       |
| 4.  | La Conne                  |       |
| 5.  | Chanson d'amour           |       |
| 6.  | C'est toujours            |       |
| 7.  | Comme un truc qui déconne |       |
| 8.  | Les Amours passionnelles  |       |
| 9.  | La Bête qui est en moi    |       |
| 10. | Juste un moment           |       |